# Parachorius semsanganus
Parachorius semsanganus is een keversoort uit de familie bladsprietkevers (Scarabaeidae). De wetenschappelijke naam van de soort werd voor het eerst geldig gepubliceerd in 2011 door Tarasov en Keith.